# Roc Blanc del Camí d'Oms
El Roc Blanc del Camí d'Oms, o simplement Roc Blanc, és una muntanya de 250,7 metres del terme comunal de Ceret, a la comarca del Vallespir (Catalunya del Nord). Està situat gairebé a l'extrem nord-oest del terme comunal de Ceret.